# La Crosse, Kansas
La Crosse là một thành phố thuộc quận Rush, tiểu bang Kansas, Hoa Kỳ. Năm 2010, dân số của xã này là 1342 người.

## Dân số
Dân số các năm:
- Năm 2000: 1376 người
- Năm 2010: 1342 người